# Lista locurilor din Baia Mare

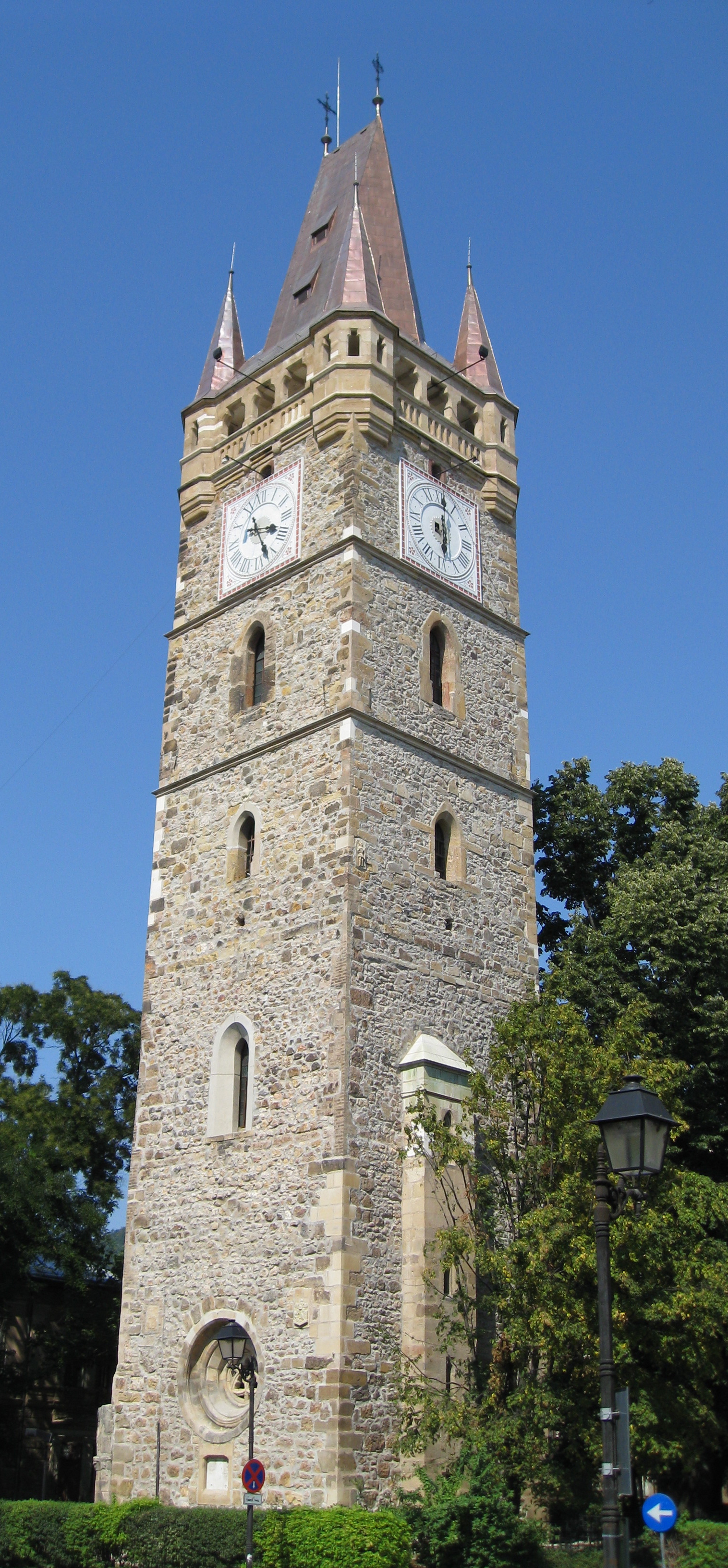
Turnul Ştefan

Această listă prezintă cele mai importante locuri din Baia Mare.

## Monumente istorice

### Biserici
- Catedrala Adormirea Maicii Domnului
- Biserica de Lemn
- Biserica Sfânta Treime
- Biserica reformată din Baia Mare
- Sinagoga din Baia Mare

### Clădiri istorice
- Casa Iancu de Hunedoara
- Localul Monetăriei
- Turnul Măcelarilor
- Turnul Ștefan
- Vechiul Han

## Clădiri culturale
- Planetariul și Observatorul Astronomic Baia Mare

## Muzee
- Muzeul de Etnografie și Artă Populară

- Muzeul de Mineralogie

- Muzeul de Arheologie și Istorie

- Muzeul de Artă